# Timonius octonervius
Timonius octonervius är en måreväxtart som beskrevs av Elmer Drew Merrill. Timonius octonervius ingår i släktet Timonius och familjen måreväxter. Inga underarter finns listade i Catalogue of Life.